# 우치카와메촌
우치카와메촌(内川目村)은 1954년까지 이와테현 히에누키군에 있었던 촌이다. 현재의 하나마키시 오사코정 가와메에 해당한다.